# Narc
Pour les articles homonymes, voir NARC.
Pour plus de détails, voir Fiche technique et Distribution.
Narc ou Narco au Québec est un film américain écrit et réalisé par Joe Carnahan et sorti en 2002.
Malgré des critiques globalement positives, le film peine à trouver son public en salles.

## Synopsis
Nick Tellis est un officier sous couverture du Detroit Police Department. Lors de la poursuite d'un suspect, il touche par accident une femme enceinte provoquant la mort du futur bébé. Dix-huit mois après, toujours hanté par son acte, il est sur le point de toucher le fond, malgré le soutien de sa femme et la naissance de son fils, aujourd'hui âgé de 10 mois. C'est alors que le capitaine Cheevers lui demande d'élucider l'enquête sur la mort du policier Michael Calvess, qui travaillait lui aussi sous couverture. D'abord réticent, Nick accepte de retourner dans les rues, contre l'avis de sa femme. Il va devoir faire équipe avec l'ancien coéquipier de Michael Calvess, le lieutenant Harry Oak. Ce dernier est connu pour sa brutalité et ses méthodes très particulières.

## Fiche technique
Sauf indication contraire, les informations mentionnées dans cette section peuvent être confirmées par la base de données cinématographiques IMDb,  présente dans la section « Liens externes ».
- Titre original et français : Narc
- Titre québécois : Narco
- Réalisation et scénario : Joe Carnahan
- Musique : Cliff Martinez
- Direction artistique : Greg Beale
- Décors : Greg Beale et Taavo Soodor
- Costumes : Gersha Phillips
- Photographie : Alex Nepomniaschy
- Montage : John Gilroy
- Production : Michelle Grace, Ray Liotta, Diane Nabatoff et Julius R. Nasso

Producteur délégué : Tom Cruise
- Sociétés de production : Cruise/Wagner Productions, Splendid Pictures, Emmett/Furla Films et Tiara Blu Films
- Sociétés de distribution : Paramount Pictures (États-Unis), Mars Films (France)
- Budget : 6,5 millions de dollars[1]
- Pays de production :  États-Unis
- Langue originale : anglais
- Format : couleur
- Genre : policier, thriller, crime, néo-noir
- Durée : 105 minutes
- Dates de sortie[2] :
  - États-Unis : 20 décembre 2002
  - France : 30 juillet 2003
- Classification[3] :
  - États-Unis : R - Restricted
  - France : interdit aux moins de 12 ans

## Distribution
- Jason Patric (VF : Julien Kramer ; VQ : François Godin) : l'officier Nick Tellis
- Ray Liotta (VF : Emmanuel Jacomy ; VQ : Daniel Picard) : le lieutenant Henry Oak
- Alan C. Peterson (VF : Claude Brosset ; VQ : Benoît Rousseau) : Freeman Franks
- Chi McBride (VF : Pascal Casanova ; VQ : Yves Corbeil) : le capitaine Cheevers
- Alan Van Sprang (VF : Patrick Gosselin) : Michael Calvess
- John Ortiz (VF : Philippe Bozo ; VQ : Gilbert Lachance) : Octavio Ruiz
- Karen Robinson : Liz Detmer
- Anne Openshaw (en) : Kathryn Calvess
- Bishop Brigante (VQ : Olivier Visentin) : Eugene « Deacon » Sheps
- Busta Rhymes (VF : Frantz Confiac ; VQ : Manuel Tadros) : Darnell Beery
- Richard Chevolleau (en) (VF : Lucien Jean-Baptiste ; VQ : Antoine Durand) : Latroy Steeds
- Dan Leis (VF : Bruno Dubernat) : Elvin Dowd

Sources et légende : VF = Version Française et VQ = Version Québécoise

## Production
Joe Carnahan a eu l'idée du scénario après avoir vu Le Dossier Adams (1988), un documentaire sur Randall Dale Adams, un américain jugé et condamné à mort en 1976 pour le meurtre d'un policier alors qu'il n'avait pas commis ce crime,. Il en fera tout d'abord un court métrage, Gunpoint, tourné durant ses études. Joe Carnahan déclare à ce propos : « Ce n'était pas très bon, mais l'histoire en elle-même me fascinait. D'ailleurs, j'ai continué à y penser pendant de nombreuses années et ai décidé d'y revenir pour mon second film. Il m'a fallu près de sept mois pour écrire le scénario. Ensuite j'ai mis trois ans à le produire. Personne n'en voulait, reprochant au script de n'être qu'un épisode de feuilleton télé inventé de toutes pièces et qui n'avait pas l'étoffe d'un long métrage. » Le cinéaste trouvera finalement du soutien auprès de Ray Liotta et sa société fraichement créée, Tiara Blu Films. L'acteur déclare alors « Le scénario était brillamment écrit, l'intrigue bien ficelée et Joe Carnahan était tellement enthousiaste qu'il nous a tout de suite convaincus. Narc était le film idéal pour lancer Tiara Blu. »
Harrison Ford et Alec Baldwin ont été d'abord envisagés pour incarner Henry Oak mais tous deux refusèrent et le rôle revint à Ray Liotta. Ce dernier prendra plus de 10 kilos pour le rôle.
En raison de problèmes financiers et juridiques, la production connait d'importants soucis de budget. Ray Liotta et Jason Patric travailleront quasiment gratuitement par sympathie pour Joe Carnahan et pour que le film se fasse. Le tournage a lieu à Détroit et Toronto. Il ne dure que 28 jours.
Tom Cruise, très impressionné par le film, s'impliquera tardivement dans le projet pour lui assurer une sortie en salles plus importante que prévu.
Joe Carnahan cite French Connection (1971) et Serpico (1973) comme principales influences : « Les trois quarts du film ont été tournés caméra au poing pour ajouter au côté nerveux et brut du film. Le chef opérateur Alex Nepomniaschy a utilisé des effets spéciaux pour donner une tonalité grisâtre à la lumière. Je voulais que Narc ait la rudesse des films qui se faisaient il y 25 ou 30 ans. »

## Accueil

### Critique
Le film reçoit des critiques globalement positives. Sur l'agrégateur américain Rotten Tomatoes, il récolte 84% d'opinions favorables pour 158 critiques et une note moyenne de 7,1⁄10. Le consensus du site résume les avis : « Jason Patric et Ray Liotta sont électrisants dans ce drame policier graveleux, bien qu'un peu trop familier ». Sur Metacritic, il obtient une note moyenne de 70⁄100 pour 34 critiques.
En France, le film obtient une note moyenne de 3,8⁄5 sur le site AlloCiné, qui recense 15 titres de presse.

### Box-office
Le film ne récolte que 12 millions de dollars dans le monde pour un budget de 6,5 millions.
| Pays ou région    | Box-office      | Date d'arrêt du box-office | Nombre de semaines |
| ----------------- | --------------- | -------------------------- | ------------------ |
| États-Unis Canada | 10 465 659 $    | 20 mars 2003               | 13                 |
| France            | 110 232 entrées |                            | -                  |
| Total mondial     | 12 633 747 $    | -                          | -                  |

## Distinctions
En 2002, le film a remporté le Prix « Spécial police » au festival du film policier de Cognac.

## Clins d’œils
Quand Nick Tellis et Henry Oak vont appréhender Darnell Beery, interprété par le rappeur Busta Rhymes, on peut entendre dans le hangar sa chanson Bladow!! tirée de l'album Anarchy (2000).
Dans son film Stretch (2014), Joe Carnahan fait revenir Ray Liotta pour un caméo dans son propre rôle dans le film Narc 2: Revengence, suite fictive de Narc.